# 대한황실문화원
대한황실문화원(大韓皇室文化院)은 600년을 이어온 한국의 왕실문화를 계승, 발전하기 위해 뜻을 함께하는 사회인사들이 자발적으로 모인 단체로 서울특별시 종로구 와룡동 139번지 이화회관(李花會館) 내에 있다.

## 소개
조선왕실과 대한제국황실을 통하여 전승되어 온 유·무형의 문화적 소산물과 찬란한 전통문화의 가치를 기반에 두고서, 한민족의 문화. 예술에 대한 다양한 연구와 교육 등 전문적 활동을 전개하여 효(孝)에 근본을 둔 정신문화를 창달(暢達)하고 전통문화의 현대화 및 컨텐츠 개발 등을 통해 문화경쟁력을 확보함으로써 한국의 민족문화와 미래 국가발전에 기여함을 목적으로 하고 있다.
몇해 전 세인류문화유산에 선정된 조선왕릉은 600 여 년을 이어온 소중한 한민족의 문화유산이기도 하였지만 그 가치기준의 바탕에는 효사상(孝思想)이 자리하고 있다. 왕실의 문화는 하늘과 땅과 열성조에게 지내는 제사를 통하여 국가와 민족의 안녕을 염원하였고, 살아생전에 못다한 효(孝)를 이어 나감으로써 나를 이 세상에 존재하게 한 조상들을 섬기려 하였던 아름다운 전통문화를 발현하였다.
이러한 우리민족만의 고유한 왕실과 황실의 문화컨텐츠를 기반으로 하여 21세기의 국제사회에 우리민족의 자존감을 우뚝 세우는 역할을 다하고자 노력하는 단체이다.

## 대한황실문화원 연혁
- 2012년
  - 3월 5일 : 사단법인 대한황실문화원 설립신청서 신청
  - 5월 23일 : 서울특별시로부터 사단법인 대한황실문화원 설립인가
  - 5월 29일 : 사단법인 대한황실문화원 법인 등기 절차완료
  - 6월 1일 : 사단법인 대한황실문화원 이사장에 이원 황사손 선임
  - 7월 18일 : 전국의 (옛 군·현에 있었던) 사직단 및 사직의례 복원 프로젝트 수립

## 같이 보기
- 황사손(皇嗣孫)
- 왕실문화원
- 문화재 반환